# Les Angles (Gard)
Pour les articles homonymes, voir Les Angles.
Les Angles est une commune française située dans l'est du département du Gard en région Occitanie. La ville est limitrophe d'Avignon et fait partie de la Communauté d'agglomération du Grand Avignon.
Exposée à un climat méditerranéen, elle est drainée par la Durance, le Rhône, le bras de Villeneuve. La commune possède un patrimoine naturel remarquable : un site Natura 2000 (« le Rhône aval ») et quatre zones naturelles d'intérêt écologique, faunistique et floristique.
Les Angles est une commune urbaine qui compte 8 694 habitants en 2022, après avoir connu une forte hausse de la population depuis 1962. Elle est dans l'agglomération avignonaise et fait partie de l'aire d'attraction d'Avignon. Ses habitants sont appelés les Anglois ou  Angloises.
Le patrimoine architectural de la commune comprend un immeuble protégé au titre des monuments historiques : le presbytère, classé en 1912.

## Géographie

Représentations cartographiques de la commune
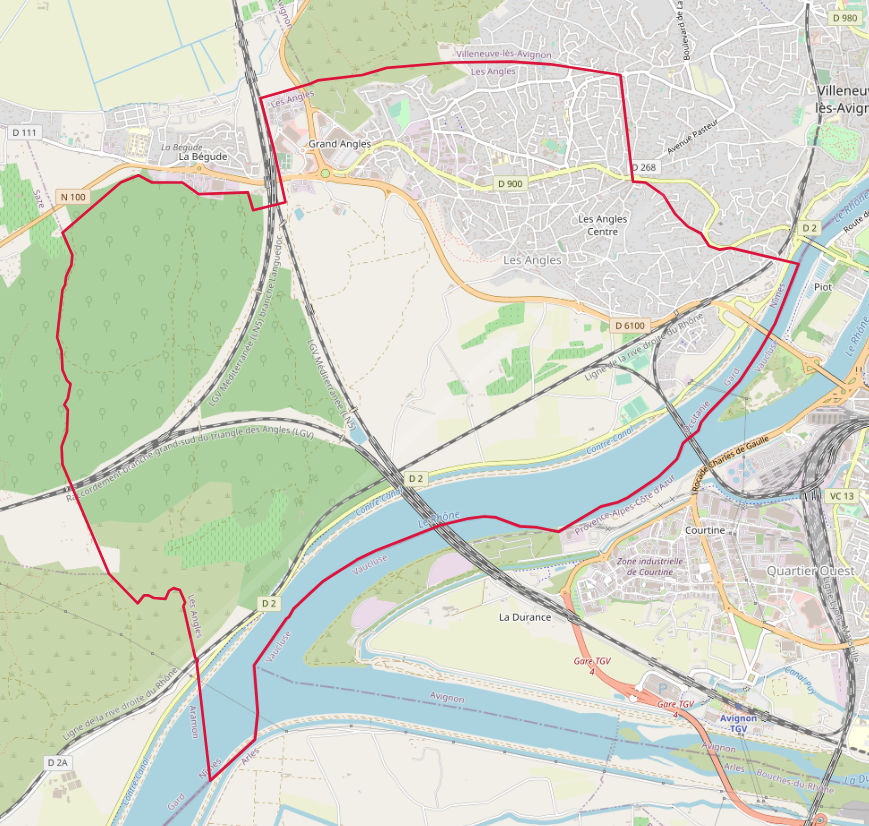
Carte OpenStreetMap.
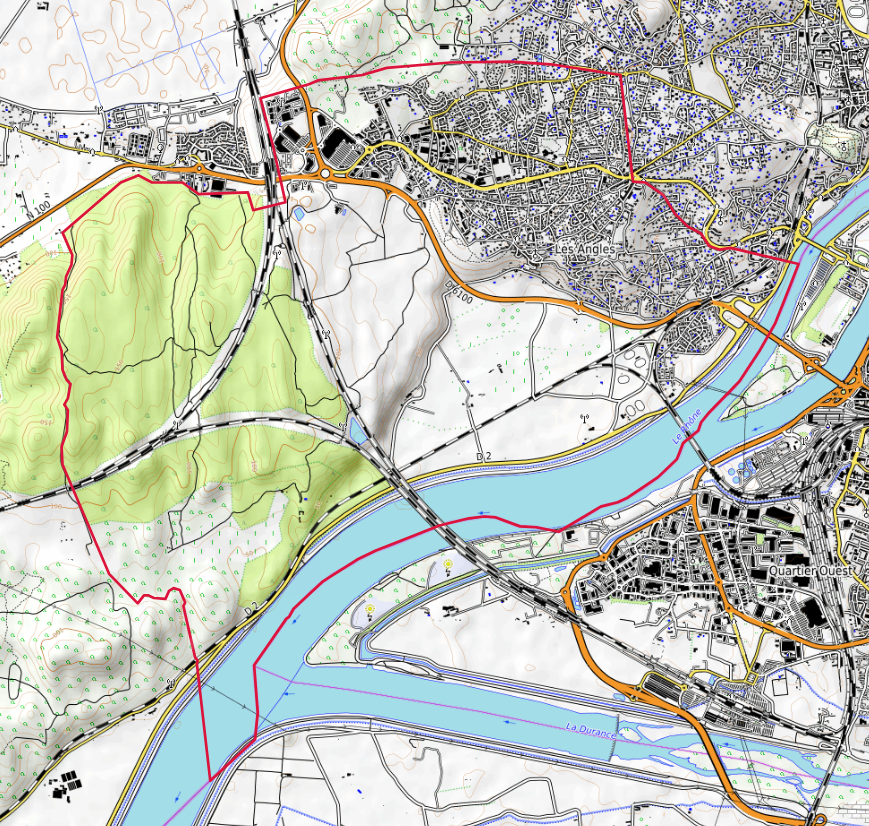
Carte topographique.

### Localisation
Les Angles est situé sur un plateau qui domine le Rhône, en face d'Avignon. Cette ville est en pleine expansion et attire dans sa zone industrielle très active de nombreux partenaires économiques (sociétés, et habitations nouvelles). Son développement s'effectue essentiellement sur la route de Nîmes qui vient de la localité voisine Villeneuve-lès-Avignon.
La cité est en fait séparée en deux entités : la partie récente au-dessus d'Avignon sur la rive droite du Rhône avec sa zone résidentielle et sa zone d'activités, et la cité ancienne avec ses maisons en pierre et ses ruelles qui domine la plaine du Rhône qui conduit vers Tarascon et Beaucaire.

### Communes limitrophes
Les communes limitrophes sont Barbentane, Aramon, Rochefort-du-Gard, Saze, Villeneuve-lès-Avignon et Avignon.
| Rochefort-du-Gard |            | Villeneuve-lès-Avignon |
| Saze              | Angles     |                        |
| Aramon            | Barbentane | Avignon                |

### Climat
Pour des articles plus généraux, voir Climat de l'Occitanie et Climat du Gard.
En 2010, le climat de la commune est de type climat méditerranéen franc, selon une étude s'appuyant sur une série de données couvrant la période 1971-2000. En 2020, Météo-France publie une typologie des climats de la France métropolitaine dans laquelle la commune est exposée à un climat méditerranéen et est dans la région climatique Provence, Languedoc-Roussillon, caractérisée par une pluviométrie faible en été, un très bon ensoleillement (2 600 h/an), un été chaud (21,5 °C), un air très sec en été, sec en toutes saisons, des vents forts (fréquence de 40 à 50 % de vents > 5 m/s) et peu de brouillards.
Pour la période 1971-2000, la température annuelle moyenne est de 14,4 °C, avec une amplitude thermique annuelle de 17,6 °C. Le cumul annuel moyen de précipitations est de 696 mm, avec 4,6 jours de précipitations en janvier et 2,8 jours en juillet. Pour la période 1991-2020, la température moyenne annuelle observée sur la station météorologique la plus proche, située sur la commune de Pujaut à 6 km à vol d'oiseau, est de 14,6 °C et le cumul annuel moyen de précipitations est de 672,8 mm,. Pour l'avenir, les paramètres climatiques de la commune estimés pour 2050 selon différents scénarios d'émission de gaz à effet de serre sont consultables sur un site dédié publié par Météo-France en novembre 2022.

### Voies de communication et transports

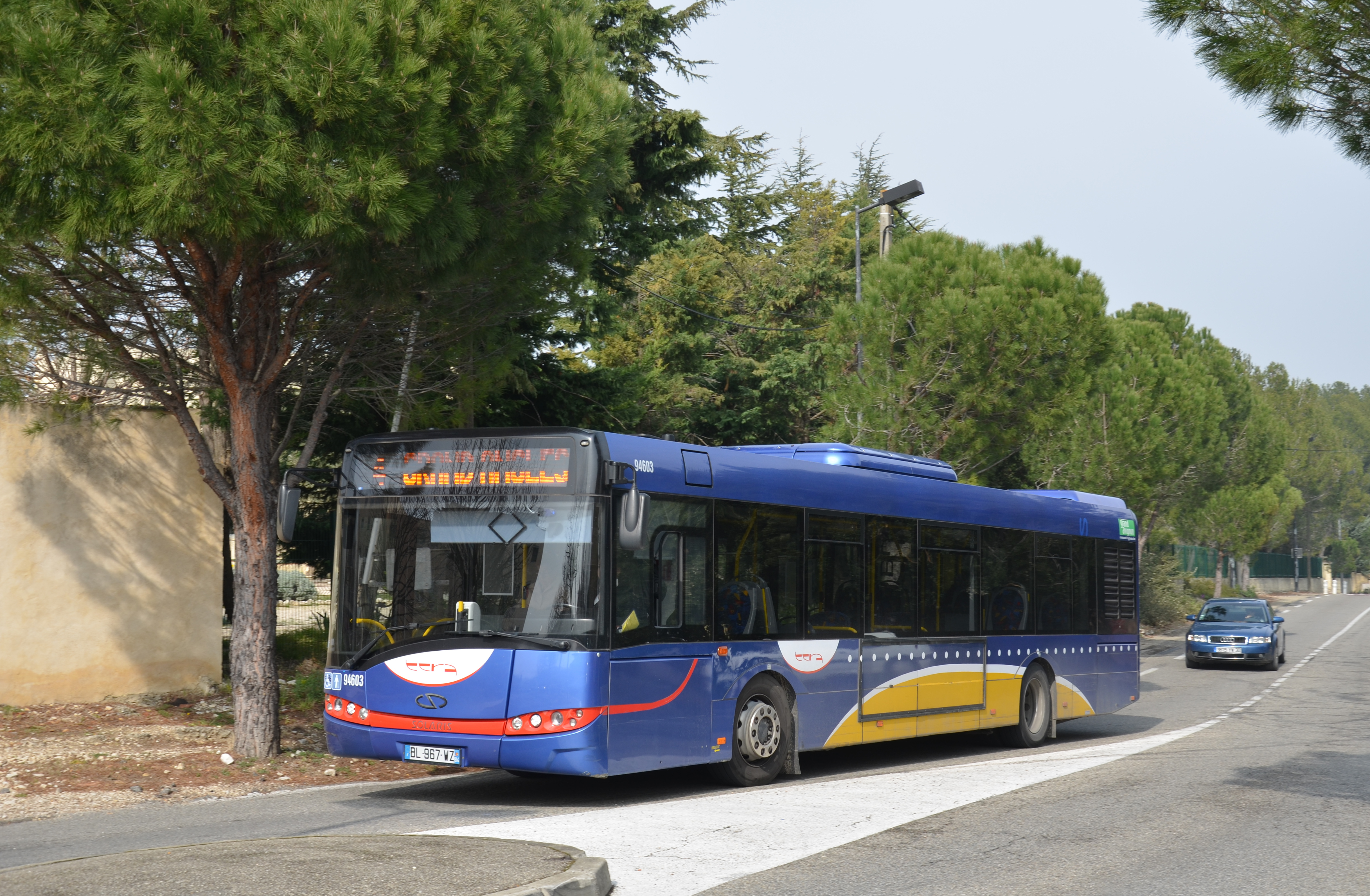
La ligne 4, près de l'arrêt Dinarelle.

La ville des Angles est desservie par le réseau Orizo.

### Milieux naturels et biodiversité

#### Réseau Natura 2000

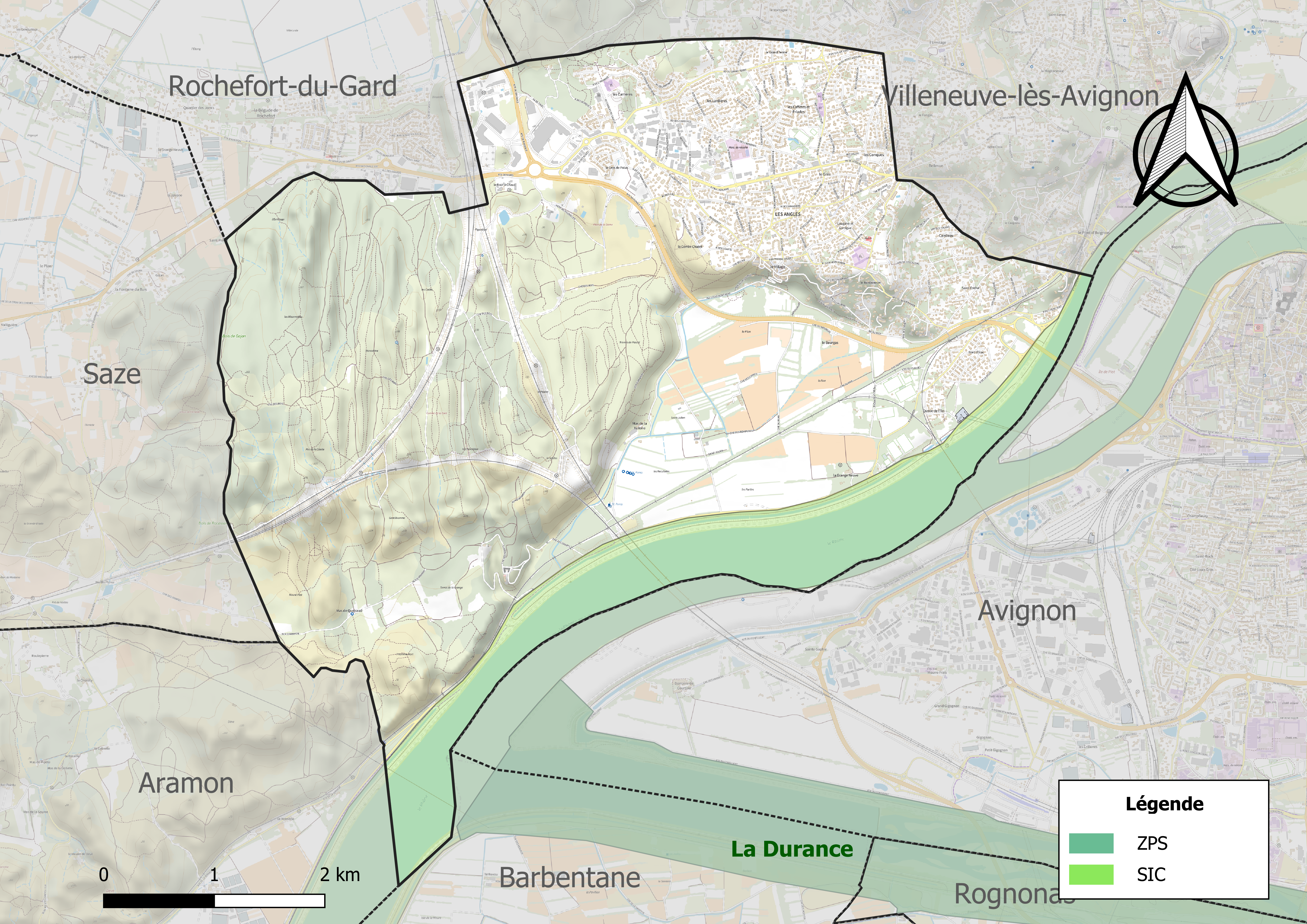
Site Natura 2000 sur le territoire communal.

Le réseau Natura 2000 est un réseau écologique européen de sites naturels d'intérêt écologique élaboré à partir des directives habitats et oiseaux, constitué de zones spéciales de conservation (ZSC) et de zones de protection spéciale (ZPS).
Un site Natura 2000 a été défini sur la commune au titre de la directive habitats : « le Rhône aval », d'une superficie de 12 579 ha.

#### Zones naturelles d'intérêt écologique, faunistique et floristique
L’inventaire des zones naturelles d'intérêt écologique, faunistique et floristique (ZNIEFF) a pour objectif de réaliser une couverture des zones les plus intéressantes sur le plan écologique, essentiellement dans la perspective d’améliorer la connaissance du patrimoine naturel national et de fournir aux différents décideurs un outil d’aide à la prise en compte de l’environnement dans l’aménagement du territoire.
Deux ZNIEFF de type 1 sont recensées sur la commune :
les « garrigues et falaises du Grand Montagné » (264 ha), couvrant 4 communes du département, et 
le « travers de Pascal » (91 ha)
et deux ZNIEFF de type 2, : 
- « le Rhône » (3 202 ha), couvrant 27 communes dont 2 dans l'Ardèche, 1 dans les Bouches-du-Rhône, 12 dans le Gard et 12 dans le Vaucluse[13] ;
- « le Rhône et ses canaux » (3 879 ha), couvrant 15 communes du département[14].

Carte des ZNIEFF de type 1 et 2 aux Angles.
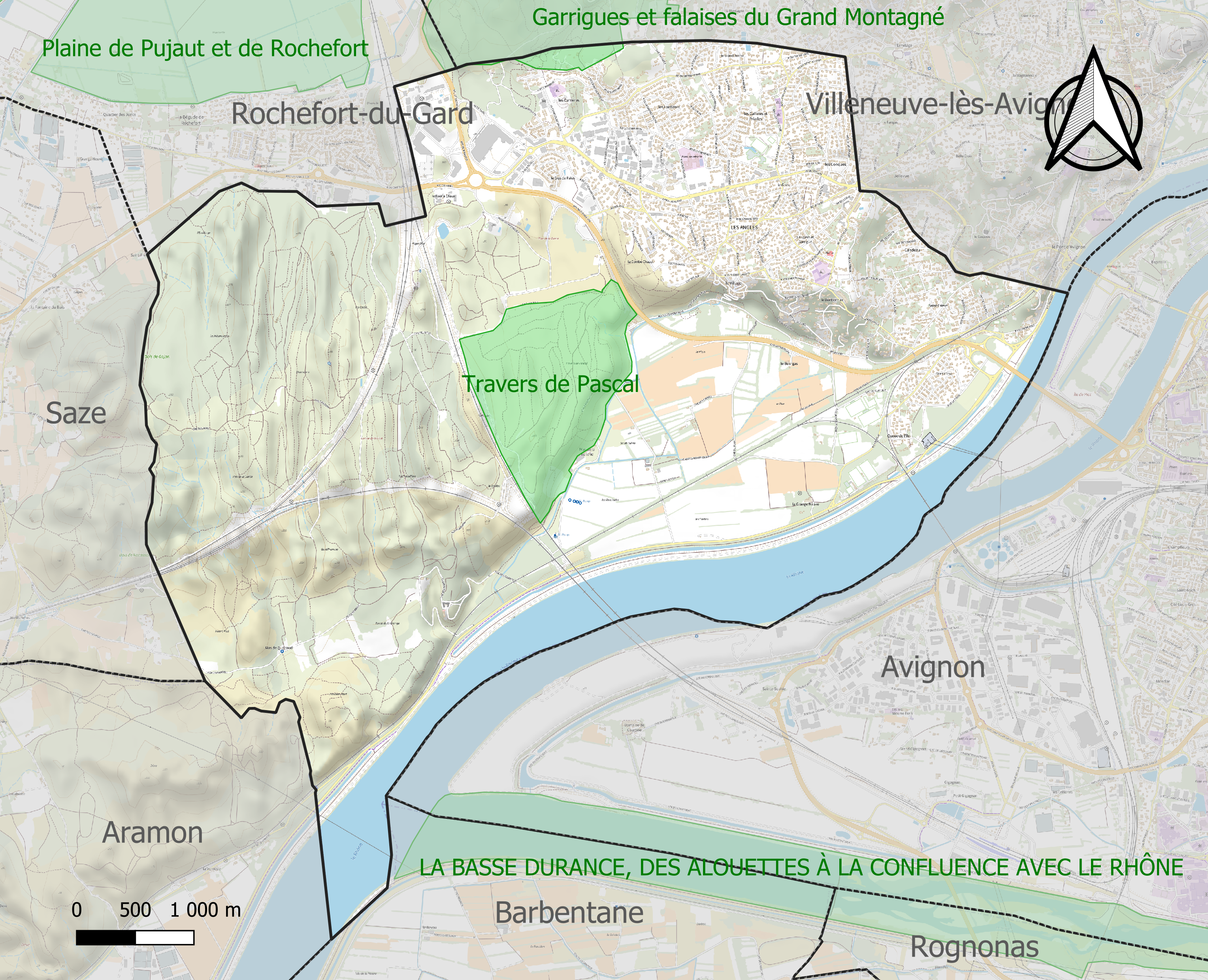
Carte des ZNIEFF de type 1 sur la commune.
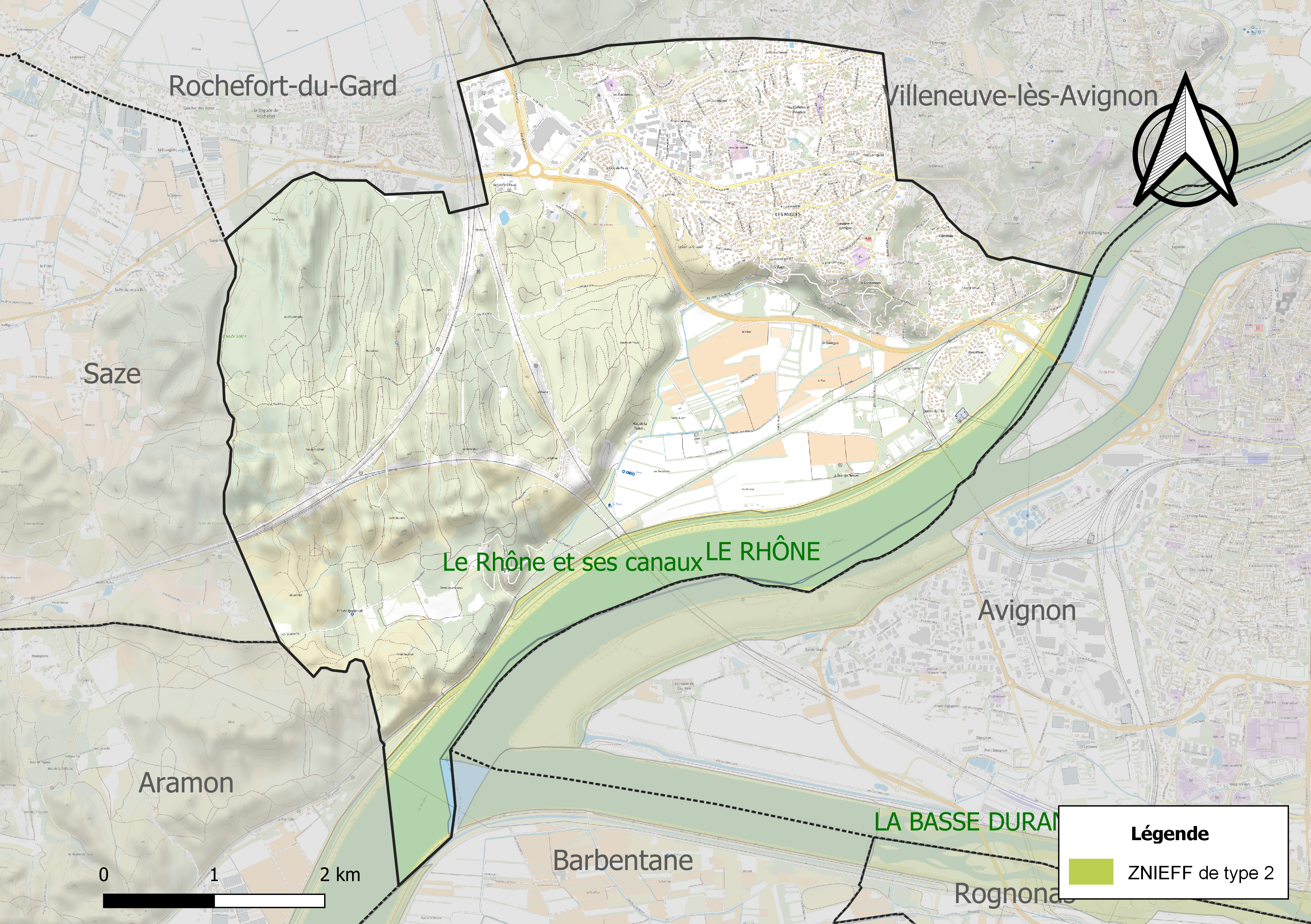
Carte des ZNIEFF de type 2 sur la commune.

## Urbanisme

### Typologie
Au 1er janvier 2024, Les Angles est catégorisée grand centre urbain, selon la nouvelle grille communale de densité à sept niveaux définie par l'Insee en 2022.
Elle appartient à l'unité urbaine d'Avignon, une agglomération inter-régionale regroupant 59  communes, dont elle est une commune de la banlieue,,. Par ailleurs la commune fait partie de l'aire d'attraction d'Avignon, dont elle est une commune du pôle principal,. Cette aire, qui regroupe 48 communes, est catégorisée dans les aires de 200 000 à moins de 700 000 habitants,.

### Occupation des sols

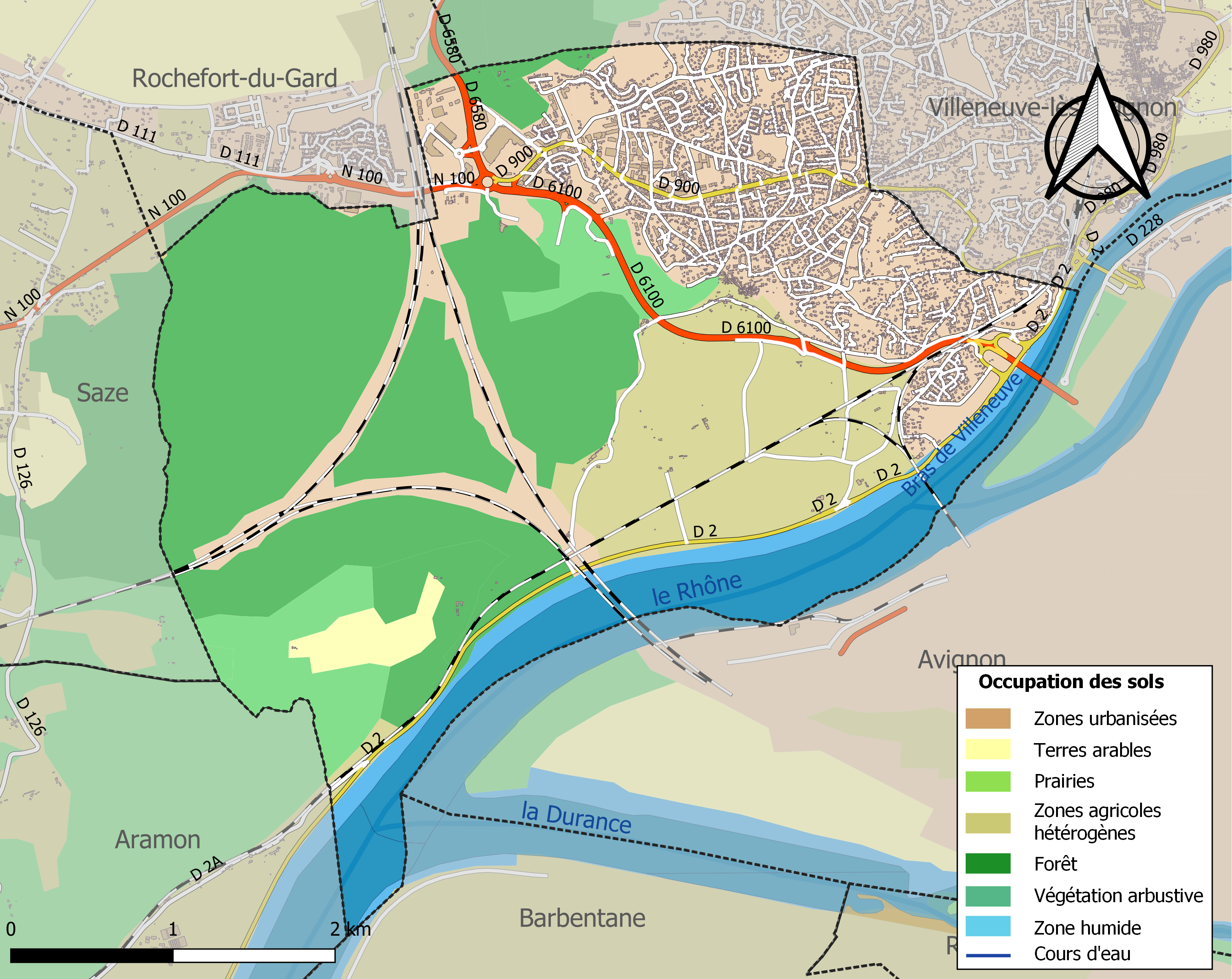
Carte des infrastructures et de l'occupation des sols de la commune en 2018 (CLC).

L'occupation des sols de la commune, telle qu'elle ressort de la base de données européenne d’occupation biophysique des sols Corine Land Cover (CLC), est marquée par l'importance des forêts et milieux semi-naturels (40,5 % en 2018), en diminution par rapport à 1990 (44,6 %). La répartition détaillée en 2018 est la suivante : 
forêts (33,6 %), zones urbanisées (20,4 %), zones agricoles hétérogènes (14,6 %), eaux continentales (11,9 %), zones industrielles ou commerciales et réseaux de communication (11,1 %), milieux à végétation arbustive et/ou herbacée (6,9 %), cultures permanentes (1,5 %). L'évolution de l’occupation des sols de la commune et de ses infrastructures peut être observée sur les différentes représentations cartographiques du territoire : la carte de Cassini (XVIIIe siècle), la carte d'état-major (1820-1866) et les cartes ou photos aériennes de l'IGN pour la période actuelle (1950 à aujourd'hui).

### Habitat et logement
En 2018, le nombre total de logements dans la commune était de 4 800, alors qu'il était de 4 575 en 2013 et de 4 384 en 2008.
Parmi ces logements, 88,6 % étaient des résidences principales, 2,8 % des résidences secondaires et 8,6 % des logements vacants. Ces logements étaient pour 62,7 % d'entre eux des maisons individuelles et pour 37,1 % des appartements.
Le tableau ci-dessous présente la typologie des logements aux Les Angles en 2018 en comparaison avec celle du Gard et de la France entière. Une caractéristique marquante du parc de logements est ainsi une proportion de résidences secondaires et logements occasionnels (2,8 %) inférieure à celle du département (13,1 %) et à celle de la France entière (9,7 %). Concernant le statut d'occupation de ces logements, 65,1 % des habitants de la commune sont propriétaires de leur logement (63,9 % en 2013), contre 59,1 % pour le Gard et 57,5 % pour la France entière.
| Typologie                                               | Les Angles | Gard | France entière |
| ------------------------------------------------------- | ---------- | ---- | -------------- |
| Résidences principales (en %)                           | 88,6       | 78,5 | 82,1           |
| Résidences secondaires et logements occasionnels (en %) | 2,8        | 13,1 | 9,7            |
| Logements vacants (en %)                                | 8,6        | 8,4  | 8,2            |

### Risques majeurs
Le territoire de la commune des Angles est vulnérable à différents aléas naturels : météorologiques (tempête, orage, neige, grand froid, canicule ou sécheresse), inondations, feux de forêts, mouvements de terrains et séisme (sismicité modérée). Il est également exposé à trois risques technologiques,  le transport de matières dangereuses et  le risque industriel et la rupture d'un barrage. Un site publié par le BRGM permet d'évaluer simplement et rapidement les risques d'un bien localisé soit par son adresse soit par le numéro de sa parcelle.

#### Risques naturels
La commune fait partie du territoire à risques importants d'inondation (TRI) d'Avignon – plaine du Tricastin – Basse vallée de la Durance, regroupant 90 communes du bassin de vie d'Avignon, Orange et de la basse vallée de la Durance, un des 31 TRI qui ont été arrêtés fin 2012 sur le bassin Rhône-Méditerranée. Il a été retenu au regard des risques de débordements du Rhône, de la Durance, de la Cèze, du Lez (84), de l'Ardèche, de l'Eygues, du Rieu (Foyro), de la Meyne, de l'Ouvèze, des Sorgues, des rivières du Sud-Ouest du mont Ventoux, de la Nesque, du Calavon et de l'Èze. Les crues récentes significatives sont celles d'octobre 1993 (Rhône-Lez), de janvier et novembre 1994 (Rhône, Durance, Calavon, Ouvèze), de décembre 1997, de  novembre 2000, de mai 2008 (Durance), de décembre 2003 (Rhône, Calavon), de septembre 1992 (Ouvèze), de septembre 2002 et de 2003 (Aygue, Rieu Foyro), de septembre 1958, de septembre 1992 (Ardèche), de septembre 1993 (Èze). Des cartes des surfaces inondables ont été établies pour trois scénarios : fréquent (crue de temps de retour de 10 ans à 30 ans), moyen (temps de retour de 100 ans à 300 ans) et extrême (temps de retour de l'ordre de 1 000 ans, qui met en défaut tout système de protection),. La commune a été reconnue en état de catastrophe naturelle au titre des dommages causés par les inondations et coulées de boue survenues en 1982, 1986, 1987, 2002 et 2003,.

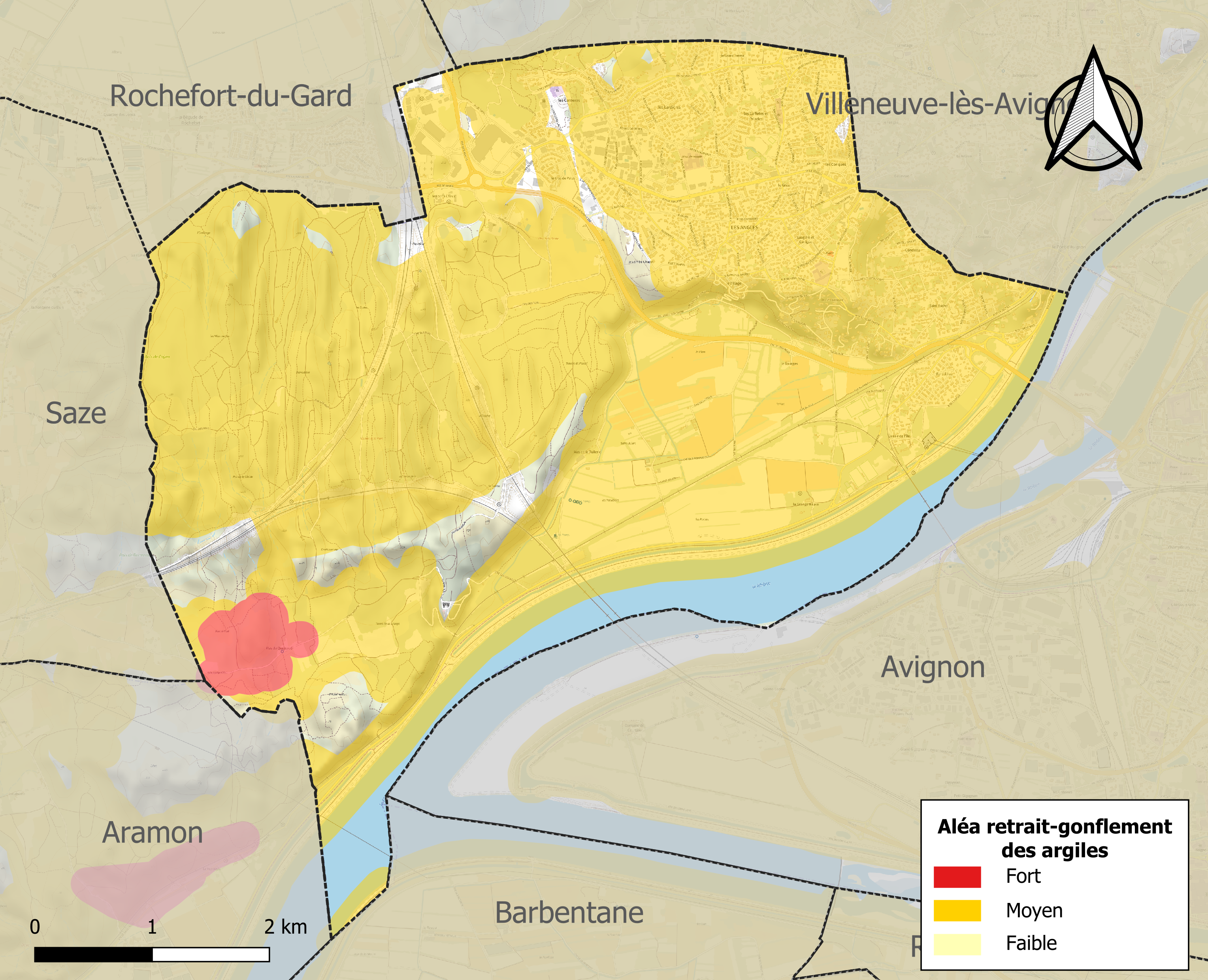
Carte des zones d'aléa retrait-gonflement des sols argileux des Angles.

La commune est vulnérable au risque de mouvements de terrains constitué principalement du retrait-gonflement des sols argileux. Cet aléa est susceptible d'engendrer des dommages importants aux bâtiments en cas d’alternance de périodes de sécheresse et de pluie. 87,6 % de la superficie communale est en aléa moyen ou fort (67,5 % au niveau départemental et 48,5 % au niveau national). Sur les 3 025 bâtiments dénombrés sur la commune en 2019, 2996 sont en aléa moyen ou fort, soit 99 %, à comparer aux 90 % au niveau départemental et 54 % au niveau national. Une cartographie de l'exposition du territoire national au retrait gonflement des sols argileux est disponible sur le site du BRGM,.
Par ailleurs, afin de mieux appréhender le risque d’affaissement de terrain, l'inventaire national des cavités souterraines permet de localiser celles situées sur la commune.

#### Risques technologiques
La commune est exposée au risque industriel du fait de la présence sur son territoire d'une entreprise soumise à la directive européenne SEVESO.
Le risque de transport de matières dangereuses sur la commune est lié à sa traversée par des infrastructures routières ou ferroviaires importantes ou la présence d'une canalisation de transport d'hydrocarbures. Un accident se produisant sur de telles infrastructures est en effet susceptible d’avoir des effets graves au bâti ou aux personnes jusqu’à 350 m, selon la nature du matériau transporté. Des dispositions d’urbanisme peuvent être préconisées en conséquence.
La commune est en outre située en aval de l'aménagement hydroélectrique de la Compagnie nationale du Rhône de Vallabrègues. À ce titre elle est susceptible d’être touchée par l’onde de submersion consécutive à la rupture de cet ouvrage.

## Toponymie
La localité apparaît en 1143. Son nom fait référence à la forme du village en coin pointu (comme le coin servant à fendre du bois).
En provençal, son nom est leis Angles selon la norme classique ou lis Angle selon la norme mistralienne.

## Histoire
(juillet 2025).
Si vous disposez d'ouvrages ou d'articles de référence ou si vous connaissez des sites web de qualité traitant du thème abordé ici, merci de compléter l'article en donnant les références utiles à sa vérifiabilité et en les liant à la section « Notes et références ».
Le site des Angles a été habité dès la préhistoire : le néolithique final est représenté par des vestiges caractéristiques, sur le « Rocher de la justice », dominant le Rhône.
L'occupation romaine est attestée au Ier siècle de notre ère, dans l'actuel quartier de Candau. L'occupation humaine y a laissé de nombreux vestiges pendant le siècle suivant, et c'est de cette époque que date le grand sarcophage païen qu'on y découvrit au XVIIIe siècle.
Les premières manifestations du christianisme remontent au Ve siècle. C'est vraisemblablement à cette époque, ou au siècle suivant, qu'un édifice du culte fut élevé à Candau. Le village, qui existait à proximité, est connu par un document écrit du début du XIe siècle. Son territoire est alors donné à l'abbaye bénédictine de Saint André, fondée à la fin du siècle précédent à Villeneuve-lès-Avignon. Cette agglomération, d'une importance très réduite, disparut définitivement pendant les guerres de religion lorsque les troupes de l'amiral de Coligny dévastèrent la région. Les habitants du quartier durent alors se réfugier dans l'actuel village.

Un second habitat existait en effet en contrebas du village actuel, au-dessus du lavoir.

Son église, Sancta-Maria-de-Angulis (ou d'après d'autres sources, de Angelis) avait été construite au VIe ou au VIIe siècle. Elle devint également un prieuré de l'abbaye Saint-André. Elle fut en partie reconstruite et agrandie au siècle suivant. Il n'en reste aujourd'hui qu'une partie du transept, transformée en pigeonnier par le seigneur du lieu, qui utilisa le reste des pierres de l'édifice pour la construction de son château...

Les troubles que connut la région au XIVe siècle, entraînèrent l'abandon du site et le village s'installa à son emplacement actuel. Un "village perché", mieux armé contre les dangers de l'époque troublée. L'église actuelle fut construite vers le milieu du siècle suivant. D'un style gothique assez primitif, elle présente trois nefs irrégulières et un chevet sur plan carré.
À la fin du XVe siècle, le territoire des Angles s'agrandit de celui du village voisin des Issarts, probablement disparu à la suite d'une peste, alors endémique dans la région, et qui ne fut pas repeuplé. Également prieuré de l'abbaye Saint-André au début du XIe siècle, un château y est attesté au siècle suivant.
Les habitants des Angles ont connu pendant longtemps la vie traditionnelle d'une humble communauté de paysans et de pêcheurs où le Rhône a joué un rôle considérable, tantôt destructeur par ses inondations, tantôt bienfaisant par les limons qui fertilisaient les terres. Le seigneur est l'abbé de Saint-André jusqu'au début du XVIIIe siècle, date à laquelle il vendit ses droits à Jean-Hyacinthe de Calvet. C'est lui qui construisit le château avec les pierres de l'ancienne chapelle située à proximité. Et c'est dans ce château que vécut l'un de ses descendants, le critique littéraire Armand de Pontmartin, maire de la commune de 1858 à 1864.
Au début du XXe siècle, les Angles sont liés à l'histoire du Félibrige : Frédéric Mistral et ses amis se réunissaient à l'auberge du Chêne vert.

## Politique et administration

### Rattachements administratifs et électoraux

#### Rattachements administratifs
La commune se trouve depuis 1926 dans l'arrondissement de Nîmes du département du Gard.
Elle faisait partie depuis 1793 du canton de Villeneuve-lès-Avignon. Dans le cadre du redécoupage cantonal de 2014 en France, cette circonscription administrative territoriale a disparu, et le canton n'est plus qu'une circonscription électorale.

#### Rattachements électoraux
Pour les élections départementales, la commune fait partie depuis 2014 d'un nouveau canton de Villeneuve-lès-Avignon.
Pour l'élection des députés, elle fait partie de la troisième circonscription du Gard.

### Intercommunalité
Les Angles est membre depuis 2003 de la communauté d'agglomération du Grand Avignon, un établissement public de coopération intercommunale (EPCI) à fiscalité propre créé en 2001 et auquel la commune a transféré un certain nombre de ses compétences, dans les conditions déterminées par le code général des collectivités territoriales.

### Tendances politiques et résultats
Lors du premier tour des élections municipales de 2014 dans le Gard, la liste UMP menée par le maire sortant Jean-Louis Banino obtient la majorité absolue des suffrages exprimés avec 2 488 voix (58,59 %, 24 conseillers municipaux élus dont 4 communautaires), devançant très largement les listes menées respectivement par : 

- Karine Margutti (PS-PCF-EELV, 940 voix, 22,13 %, 3 conseillers municipaux élus) ;  

- Bernard Baisson (FN, 818 voix, 19,26 %, 2 conseillers municipaux élus).

Lors de ce scrutin, 35,52 % des électeurs se sont abstenus. 
Lors des élections municipales de 2020 dans le Gard, la liste LR menée par le maire sortant Jean-Louis Banino est la seule candidate et obtient la totalité des 1 458 suffrages exprimés. Elle est donc élue en totalité.
Lors de ce scrutin marqué par la pandémie de Covid-19 en France, 72,59 % des électeurs se sont abstenus, et 17,67 % des votants ont choisi un bulletin blanc ou nul.

### Liste des maires
| Période                                  | Période                       | Identité                   | Étiquette | Qualité |
| ---------------------------------------- | ----------------------------- | -------------------------- | --------- | --- |
| Les données manquantes sont à compléter. |                               |                            |           | |
| 1790                                     | 1795                          | Pierre Augier              |           | |
| 1795                                     | 1828                          | Jean-Baptiste Icard        |           | |
| 1828                                     | 1830                          | Louis Eugène de Pontmartin |           | |
| 1830                                     | 1852                          | Louis Augier               |           | |
| 1852                                     | 1862                          | Antoine Peyrague           |           | |
| 1858                                     | 1864                          | Armand de Pontmartin       | -         | Critique littéraire, journaliste, écrivain et homme politique Conseiller général de Villeneuve-lès-Avignon (1848 → 1852)                                                       |
| 1864                                     | 1878                          | Louis Gauthier             |           | |
| 1878                                     | 1892                          | Jean-François Pascal-Soter |           | |
| 1892                                     | 1896                          | Antoine Chabert            |           | |
| 1896                                     | 1905                          | Marius Icard               |           | |
| 1905                                     | 1916                          | Léon Icard                 |           | |
| 1916                                     | 1937                          | Marius Pascal              |           | |
| 1937                                     | 1944                          | Marcel Antoine Charousset  |           | |
| 1944                                     | 1945                          | Louis Delecourt            |           | |
| 1945                                     | 1947                          | Joseph Pouzol              |           | |
| 1947                                     | 1962                          | Albert Granier             |           | |
| 1962                                     | 1977                          | Roger Isnard               |           | |
| 1977                                     | 1981                          | Edmond Fabre,              | PS        | Professeur de lettres modernes en Avignon Membre de l’académie de Vaucluse |
| 1981                                     | mars 2008                     | Paul Mély                  | DVD       | - |
| mars 2008                                | octobre 2022                  | Jean-Louis Banino          | UMP → LR  | Cadre retraité Conseiller départemental de Villeneuve-lès-Avignon (2015 → 2021) Vice-président de la Communauté d'agglomération du Grand Avignon (2020 → 2022 ) Démissionnaire |
| novembre 2022,                           | En cours (au 23 février 2023) | Paul Mély                  |           | arboriculteur Vice-président de la Communauté d'agglomération du Grand Avignon (2022 → )                                                                                       |

## Équipements et services publics

### Enseignement
- École maternelle et primaire publique Jules-Ferry.
- École maternelle et primaire publique Louis-Pasteur.
- École maternelle et primaire publique Dinarelle.

## Population et société

### Démographie
L'évolution du nombre d'habitants est connue à travers les recensements de la population effectués dans la commune depuis 1793. Pour les communes de moins de 10 000 habitants, une enquête de recensement portant sur toute la population est réalisée tous les cinq ans, les populations de référence des années intermédiaires étant quant à elles estimées par interpolation ou extrapolation. Pour la commune, le premier recensement exhaustif entrant dans le cadre du nouveau dispositif a été réalisé en 2008.

En 2022, la commune comptait 8 694 habitants, en évolution de +3,65 % par rapport à 2016 (Gard : +2,97 %, France hors Mayotte : +2,11 %).
| 1793 | 1800 | 1806 | 1821 | 1831 | 1836 | 1841 | 1846 | 1851 |
| ---- | ---- | ---- | ---- | ---- | ---- | ---- | ---- | ---- |
| 350  | 349  | 383  | 331  | 359  | 380  | 386  | 415  | 388  |

| 1856 | 1861 | 1866 | 1872 | 1876 | 1881 | 1886 | 1891 | 1896 |
| ---- | ---- | ---- | ---- | ---- | ---- | ---- | ---- | ---- |
| 416  | 414  | 437  | 409  | 411  | 374  | 358  | 307  | 308  |

| 1901 | 1906 | 1911 | 1921 | 1926 | 1931 | 1936 | 1946 | 1954  |
| ---- | ---- | ---- | ---- | ---- | ---- | ---- | ---- | ----- |
| 341  | 352  | 367  | 286  | 412  | 452  | 669  | 941  | 1 384 |

| 1962  | 1968  | 1975  | 1982  | 1990  | 1999  | 2006  | 2008  | 2013  |
| ----- | ----- | ----- | ----- | ----- | ----- | ----- | ----- | ----- |
| 2 728 | 3 505 | 4 582 | 5 570 | 6 838 | 7 578 | 8 115 | 8 269 | 8 362 |

| 2018  | 2022  | - | - | - | - | - | - | - |
| ----- | ----- | - | - | - | - | - | - | - |
| 8 311 | 8 694 | - | - | - | - | - | - | - |

### Sports et loisirs
- L'EMAF (École Municipale Angloise de Football), club de football dont l'équipe première évolue en Première Division du District Rhône-Durance.
- Le RCAGR (Rugby Club Angles Gard Rhodanien), club de rugby jouant en fédéral 3 et ayant comme président d'honneur Jo Maso (manager du XV de France depuis 1995)[42].
- Un club de basket, le LASA basket club, évoluant au forum (centre commercial des Priades).
- Un club de judo.
- Une piste et un club de BMX.

## Économie

### Revenus
En 2018  (données Insee publiées en septembre 2021), la commune compte 4 341 ménages fiscaux, regroupant 8 732 personnes. La médiane du revenu disponible par unité de consommation est de 24 310 € (20 020 € dans le département). 61 % des ménages fiscaux sont imposés (43,9 % dans le département).

### Emploi
|                | 2008   | 2013  | 2018  |
| -------------- | ------ | ----- | ----- |
| Commune        | 6 %    | 8,7 % | 9,2 % |
| Département    | 10,6 % | 12 %  | 12 %  |
| France entière | 8,3 %  | 10 %  | 10 %  |

En 2018, la population âgée de 15 à 64 ans s'élève à 4 658 personnes, parmi lesquelles on compte 76,2 % d'actifs (67 % ayant un emploi et 9,2 % de chômeurs) et 23,8 % d'inactifs,. Depuis 2008, le taux de chômage communal (au sens du recensement) des 15-64 ans est inférieur à celui de la France et du département.
La commune fait partie du pôle principal de l'aire d'attraction d'Avignon,. Elle compte 3 011 emplois en 2018, contre 2 865 en 2013 et 2 790 en 2008. Le nombre d'actifs ayant un emploi résidant dans la commune est de 3 208, soit un indicateur de concentration d'emploi de 93,9 % et un taux d'activité parmi les 15 ans ou plus de 50 %.
Sur ces 3 208 actifs de 15 ans ou plus ayant un emploi, 736 travaillent dans la commune, soit 23 % des habitants. Pour se rendre au travail, 85,1 % des habitants utilisent un véhicule personnel ou de fonction à quatre roues, 4,6 % les transports en commun, 7,1 % s'y rendent en deux-roues, à vélo ou à pied et 3,2 % n'ont pas besoin de transport (travail au domicile).

### Activités hors agriculture

#### Secteurs d'activités
1 265 établissements sont implantés  aux Angles au 31 décembre 2019. Le tableau ci-dessous en détaille le nombre par secteur d'activité et compare les ratios avec ceux du département,.
| Secteur d'activité                                                                                        | Commune | Commune | Département |
| Secteur d'activité                                                                                        | Nombre  | %       | %           |
| --- | ------- | ------- | ----------- |
| Ensemble                                                                                                  | 1 265   | 100 %   | (100 %)     |
| Industrie manufacturière, industries extractives et autres                                                | 48      | 3,8 %   | (7,9 %)     |
| Construction                                                                                              | 123     | 9,7 %   | (15,5 %)    |
| Commerce de gros et de détail, transports, hébergement et restauration                                    | 341     | 27 %    | (30 %)      |
| Information et communication                                                                              | 31      | 2,5 %   | (2,2 %)     |
| Activités financières et d'assurance                                                                      | 72      | 5,7 %   | (3 %)       |
| Activités immobilières                                                                                    | 65      | 5,1 %   | (4,1 %)     |
| Activités spécialisées, scientifiques et techniques et activités de services administratifs et de soutien | 205     | 16,2 %  | (14,9 %)    |
| Administration publique, enseignement, santé humaine et action sociale                                    | 256     | 20,2 %  | (13,5 %)    |
| Autres activités de services                                                                              | 124     | 9,8 %   | (8,8 %)     |

Le secteur du commerce de gros et de détail, des transports, de l'hébergement et de la restauration est prépondérant sur la commune puisqu'il représente 27 % du nombre total d'établissements de la commune (341 sur les 1 265 entreprises implantées  aux Les Angles), contre 30 % au niveau départemental.

### Agriculture
|               | 1988 | 2000 | 2010 | 2020 |
| ------------- | ---- | ---- | ---- | ---- |
| Exploitations | 32   | 19   | 6    | 3    |
| SAU (ha)      | 237  | 311  | 126  | 175  |

La commune est dans la vallée du Rhône, une petite région agricole occupant la frange est du département du Gard. En 2020, l'orientation technico-économique de l'agriculture  sur la commune est la culture de fruits ou d'autres cultures permanentes. Trois exploitations agricoles ayant leur siège dans la commune sont dénombrées lors du recensement agricole de 2020 (32 en 1988). La superficie agricole utilisée est de 175 ha,,.

## Culture locale et patrimoine

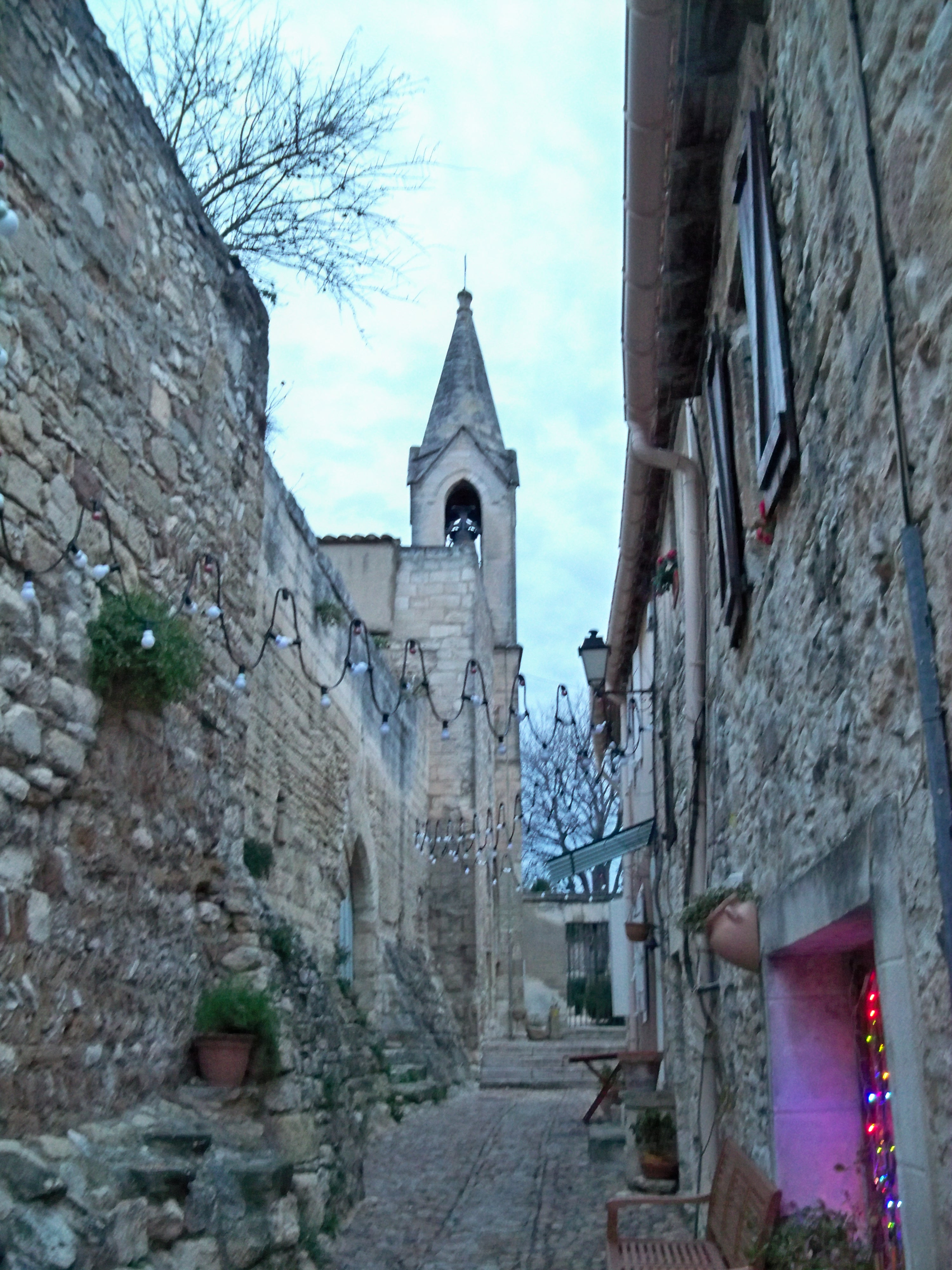
Église Notre-Dame-de-l'Assomption des Angles.

### Lieux et monuments
- Le vieux village avec au centre :
  - l'église Notre-Dame-de-l'Assomption des Angles[46], église de style gothique primitif datant du XVe siècle, avec sa haute tour carrée au-dessus du presbytère.
- Tour des Mascs, four banal, ancienne mairie, lavoir, le château de Pontmartin (propriété privée).

### Patrimoine culturel
- Parc du Cosmos : il s'agit d'un parc de découverte de l'univers, le circuit est tracé dans la garrigue méditerranéenne et présente notre Galaxie : des planètes, des étoiles et autres satellites à des échelles réduites.
- Le Privé : discothèque du sud de la France, installée dans une grotte, ancienne carrière de pierres. Il accueille des DJ's français et internationaux comme Daft Punk[47],[48], Carl Cox, Jeff Mills, Richie Hawtin[49], David Guetta ou encore Vitalic[48],[50].

### Patrimoine environnemental
- Sentier du Patrimoine avec 10 monuments emblématiques.
- Sentier des plantes mettant en avant la diversité botanique.
- Sentier des peintres évoquant les différents lieux choisis par les peintres pour composer leurs œuvres.

### Personnalités liées à la commune
- Victor Crumière, né en 1895 à Avignon. Très jeune, il suit les cours de Charles Vionnet et Jules Flour, professeurs à l’école des Beaux-Arts d'Avignon. Il y obtient de nombreux prix. Décorateur et architecte d’intérieur, il crée du mobilier, des panneaux décoratifs, des logos qui reflètent un esprit « art déco ». Il s’intéresse aux méthodes de décoration tel que le faux marbre, le faux bois, patine, peinture craquelée… Il peint avec passion sa Provence, des paysages plein de lumière et des natures mortes toujours baignées de soleil. Il expose de 1920 à 1950 à Avignon, seul ou avec des groupes de peintres provençaux et à Paris de 1927 à 1936 au salon des Artistes français et à Nîmes de 1928 à 1946. En 1950, il meurt subitement à Avignon.
- André Derain, né à Chatou en 1880. Il meurt à Garches en 1954. Formé par l’atelier Carrière, l’académie Julian et surtout par ses amis peintres : Matisse, Marquet, Rouault, Vlaminck, Picasso, il peint avec Matisse à Collioure, séjourne à Sorgues chez Braque. À Avignon, il est davantage attiré par les couleurs du fauvisme que par le cubisme. Également sculpteur, il crée des décors de théâtre pour les ballets de Diaghilev et Roland Petit et des illustrations pour Apollinaire, Max Jacob, André Breton, Blaise Cendrars… Il expose à New-York, Berlin, Londres, Paris, Munich, Stockholm. Il peint plusieurs tableaux des Angles et de sa région lors de ses passages en Provence entre 1922 et 1931, que l’on retrouve dans la collection Jean Walter et Paul Guillaume au musée de l’Orangerie à Paris.
- Herbert Klingst, né en 1913 à Freiberg, il meurt en 1998 aux Angles. Il étudie aux Beaux-Arts de Leipzig et Dresde. À partir de 1984, il vit aux Angles. Il a laissé beaucoup de dessins très intimistes du village et des paysages de la région.
- Louis Agricol Montagné, né à Avignon en 1879, peintre de grand talent, passa la plus grande  partie de sa vie entre Paris et Les Angles où il demeure dans l’ancien château de Pontmartin. Élève de Paul Saïn et de Fernand Cormon, il réalise de très nombreuses toiles d’une grande qualité. Il devient président de l’Association des Paysagistes Français et de l’Amicale des anciens Élèves de Fernand Cormon. Directeur de l’École des Beaux-Arts d'Avignon, conservateur du musée de Villeneuve-lès-Avignon, ses œuvres figurent dans les plus grands musées et dans de nombreuses collections privées (Rothschild, Vanamecker (New-York). Il meurt à Paris en 1960. Une artère de la commune porte son nom en hommage à sa renommée.

### Héraldique
| Blason de Les Angles (Gard) | Blason  | De sinople au pal losangé d'argent et de sinople. |
| Blason de Les Angles (Gard) | Détails | Le statut officiel du blason reste à déterminer.  |